# Lander Seynaeve
Lander Seynaeve, né le 29 mai 1992 à Pontoise, est un coureur cycliste belge.

## Biographie

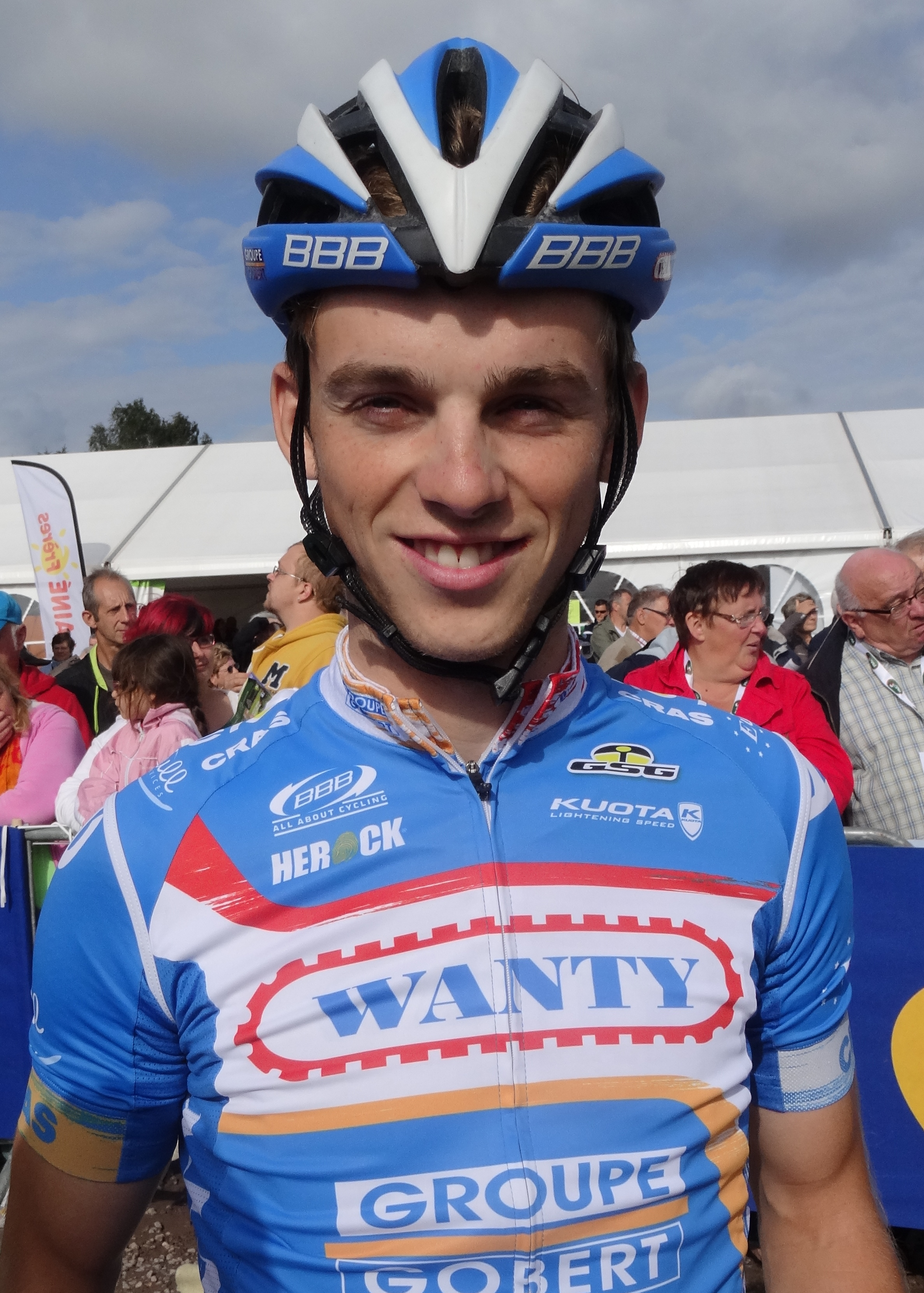
Lander Seynaeve lors du Grand Prix d'Isbergues 2014.

Lander Seynaeve naît le 29 mai 1992 à Pontoise en France, mais est de nationalité belge.
Membre du DJ-Matic Kortrijk en 2010, il entre dans l'équipe Soenens-Construkt Glas l'année suivante et y reste jusqu'à la fin de la saison 2012. 
Il est recruté par l'équipe EFC-Omega Pharma-Quick Step et y effectue sa première saison en 2013, où il remporte le Mémorial Noël Soetaert, et trois kermesses. Son bon niveau lui permet d'être choisi comme stagiaire chez Accent Jobs-Wanty d'août à décembre. 
En 2014, il court sa deuxième et dernière saison pour EFC-Omega Pharma-Quick Step, et effectue un stage d'août à septembre dans l'équipe Wanty-Groupe Gobert, qui le recrute pour ses saisons 2015 et 2016. La nouvelle a été annoncée par le manager de l'équipe Jean-François Bourlart à la mi-novembre 2014. Lander Seynaeve déclare que c'est une très belle chance et précise, dans une interview accordée à directvelo, « Je m'y attendais pas complètement, mais j'avais quand même réalisé un bon stage. J'endosserai encore un rôle d'équipier. J'apprécie aider les autres. Cela permet d'accumuler de l'expérience et peut-être plus tard jouer ma propre carte ». Il avait initialement signé chez Verandas Willems, mais l'équipe continentale professionnelle lui a proposé un contrat professionnel qu'il n'a pas pu refuser.
Miné par la maladie de la colite ulcéreuse, il met un terme à sa carrière en fin d'année 2018, après deux saisons passées chez Roubaix Lille Métropole.

## Palmarès et résultats

### Palmarès par année
- 2010
  - 2e du championnat de Flandre-Occidentale sur route juniors
- 2013
  - Mémorial Noël Soetaert

### Classements mondiaux
| Année           | 2016   | 2017   |
| --------------- | ------ | ------ |
| UCI Europe Tour | 1 520e | 1 540e |